# Mochlosoma serotinum
Mochlosoma serotinum là một loài ruồi trong họ Tachinidae.